# DN59B
De DN59B (Drum Național 59B of Nationale weg 59B) is een weg in Roemenië. Hij loopt van Deta naar Cărpiniș. De weg is 75 kilometer lang.